# Trischistognatha
Trischistognatha is een geslacht van vlinders van de familie van de grasmotten (Crambidae), uit de onderfamilie van de Glaphyriinae. De wetenschappelijke naam en de beschrijving van dit geslacht zijn voor het eerst gepubliceerd in 1892 door William Warren.

## Soorten
- Trischistognatha limatalis (Schaus, 1912)
- Trischistognatha ochritacta (Dyar, 1913)
- Trischistognatha palindialis (Guenée, 1854)
- Trischistognatha pyrenealis Walker, 1859
- Trischistognatha yepezi Munroe, 1973